# Scoabă

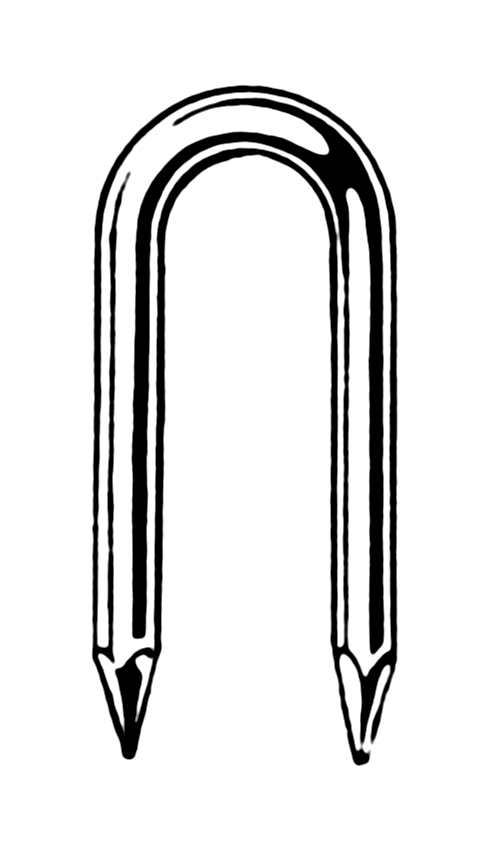
Desen reprezentând o scoabă

Scoaba este o piesă metalică formată dintr-o bară cu capetele ascuțite și îndoite în unghi drept în aceeași direcție. Ea este folosită mai ales la îmbinarea sau fixarea elementelor de lemn ale construcțiilor provizorii. 